# Upplands runinskrifter 865

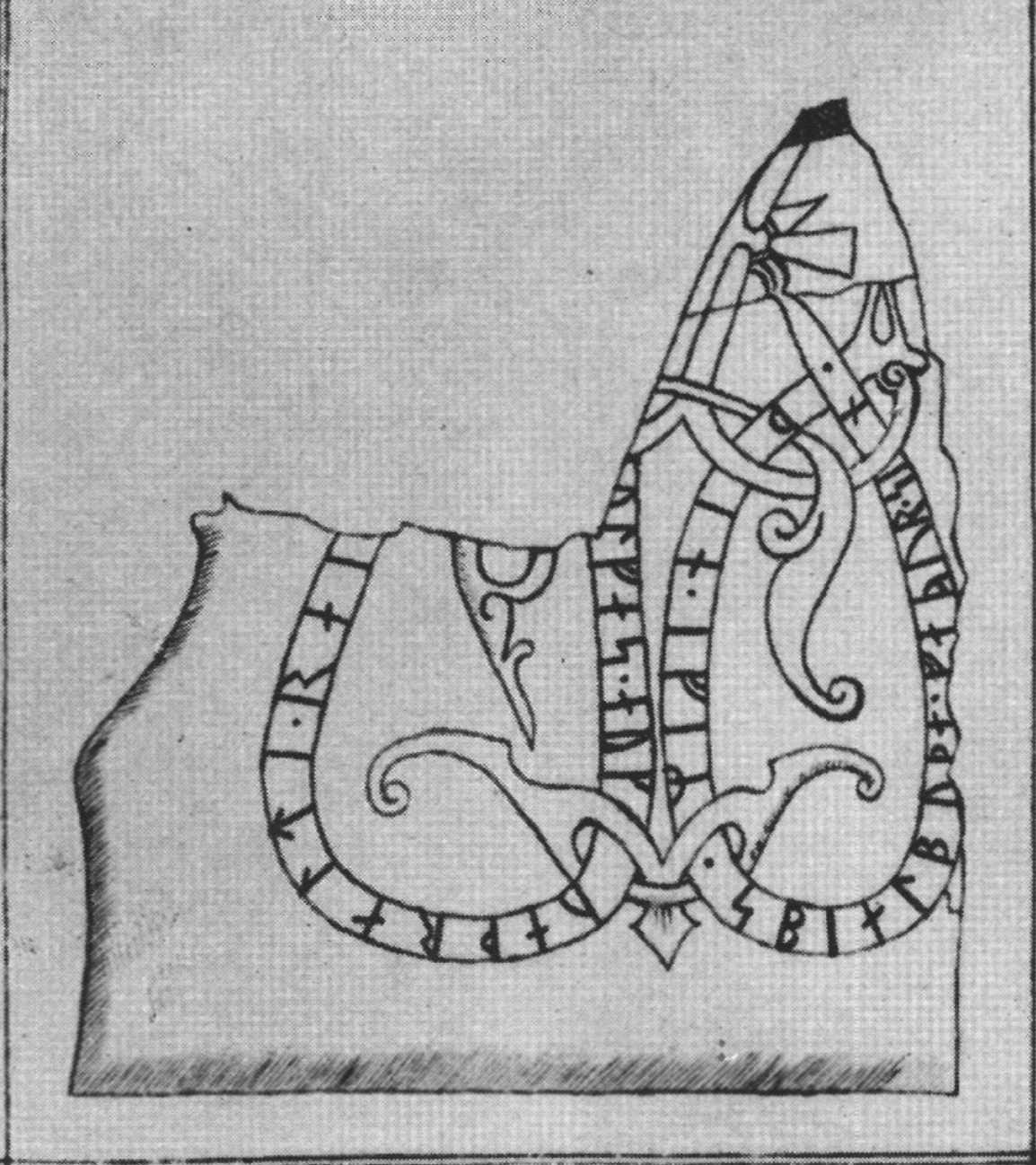
U 865 avbildad av Johannes Haquini Rhezelius på 1600-talet.

Upplands runinskrifter 865 är en vikingatida runsten av blågrå granit i Vik, Balingsta socken och Uppsala kommun. Stenen är rest vid allén till Viks slott, omkring 600 meter norr om slottet.
Runstenen är 1,2 meter hög, 1,6 meter bred samt 0,3 meter tjock. Runhöjden är 8 centimeter. Ristningen är inte signerad men har attribuerats till Arbjörn. Ornamentiken på stenen påminner starkt om U 652 och U 688 som båda är signerade av just Arbjörn. Stenen är skickligt huggen och ristningen är tydlig och väl bevarad. Stenen är emellertid skadad och ett stort stycke saknas. Stenens delar var tidigare fel ihopsatta men monterades rätt 1946.

## Inskriften
Translitterering av runraden:
...(u)lfas/(u)lfas · au[k ue]þralti · rai... ... þin · iftiʀ · sbialbuþa · faþur · sin ·
Normalisering till runsvenska:
[Ig]ulfastr(?)/Ulfhôss(?) ok Veðraldi ræi[stu] ... þenna æftiʀ Spiallbuða, faður sinn.
Översättning till nusvenska:
Igulfast(?) och Väderalde reste denna [sten] efter Spjallbode, sin fader.